# Komjaunimo tiesa
«Комъяунимо теса» (лит. „Komjaunimo tiesa“, «Комсомольская правда») — общественно-политическая ежедневная газета ЦК Коммунистического союза молодёжи Литвы, выходившая с 1940 года в Каунасе, с 1941 года в Вильнюсе до 1990 года на литовском языке и с 1955 года также на русском. 

## История
С 1944 года выходила в Вильнюсе 2—3 раза в неделю, с мая 1948 года пять раз в неделю на литовском, с 1955 года и на русском языках. Освещала деятельность комсомольских организаций, писала о жизни молодёжи, на темы науки и культуры, публиковала произведения молодых авторов. До № 106 за 1989 год издавалась как орган ЦК ЛКСМ. В 1990 году газета была преобразована в газету «Летувос ритас», выходившую сначала на литовском и русском языках, затем только на литовском.

## Редакторы и сотрудники
Редакторами газеты были Феликсас Беляускас (1940), поэт и журналист Эдуардас Межелайтис (1941), Владас Мозурюнас (1945—1948), Йонас Януйтис (1949—1952), Казис Пяткявичюс (1953—1954), Альбертас Лауринчюкас (1954—1959), журналистка и комсомольская работница Йоана Цивилькайте (1959—1970), журналист и редакционный работник Вильхельмас Хадзявичюс (1970—1983), Робертас Грикявичюс (1983—1986), Гедвидас Вайнаускас (1987—1990).

## Тираж
Тираж в 1981 году составлял 185600 экземпляров на литовском и 24000 экземпляров на русском, в 1986 году — 242900 на литовском и 26000 на русском, в 1989 году — 521500 на литовском и 40100 на русском. 